# Oltion Osmani
Oltion Osmani (Elbasan, 20 luglio 1972) è un ex calciatore albanese, di ruolo difensore.

## Carriera

### Nazionale
Ha collezionato una presenza con la Nazionale albanese.